# Písecká Smoleč
Písecká Smoleč (do roku 1950 jen Smoleč) je vesnice, část obce Slabčice v okrese Písek v Jihočeském kraji. Nachází se asi jeden kilometr jihozápadně od Slabčic. V roce 2011 zde trvale žilo 94 obyvatel.
Písecká Smoleč je také název katastrálního území o rozloze 9,55 km². V katastrálním území Písecká Smoleč leží i Březí.

## Historie
Archeologické nálezy dokládají, že Písecká Smoleč byla osídlena již v pravěku a v raném středověku. V roce 2010 zde byl nalezen bronzový meč liptovského typu z pozdní doby bronzové.
První písemná zmínka o vesnici pochází z roku 1379.

## Obyvatelstvo
| Rok            | 1869 | 1880 | 1890 | 1900 | 1910 | 1921 | 1930 | 1950 | 1961 | 1970 | 1980 | 1991 | 2001 | 2011 | 2021 |
| -------------- | ---- | ---- | ---- | ---- | ---- | ---- | ---- | ---- | ---- | ---- | ---- | ---- | ---- | ---- | ---- |
| Počet obyvatel | 470  | 470  | 428  | 380  | 350  | 370  | 344  | 229  | 238  | 206  | 156  | 124  | 102  | 94   | 118  |
| Počet domů     | 50   | 51   | 52   | 52   | 53   | 52   | 68   | 69   | 61   | 58   | 56   | 60   | 62   | 72   | 73   |

## Obecní správa
Při sčítání lidu v letech 1850–1963 Písecká Smoleč byla samostatnou obcí, se kterým patřila nejprve do okresu Písek, ale v roce 1950 v okrese Týn nad Vltavou. Od roku 1964 je částí obce Slabčice v okrese Písek. V letech 1850–1920 k obci patřily Nemějice a Slabčice a v letech 1850–1963 také Březí.

## Pamětihodnosti

### Kulturní památky
- Silniční most č. 10559-1 ve vesnici
- Hradiště Písecká Smoleč osídlené v době bronzové a době hradištní

### Ostatní pamětihodnosti
- Kaple na návsi je okolo 1900 a je zasvěcená svatému Vojtěchovi.[12]
- Nedaleko od mostu se nachází zdobný kříž na kamenném podstavci.
- Pomník pozemkové reformy z roku 1925 s nápisem „Osvobození půdy“.

## Galerie

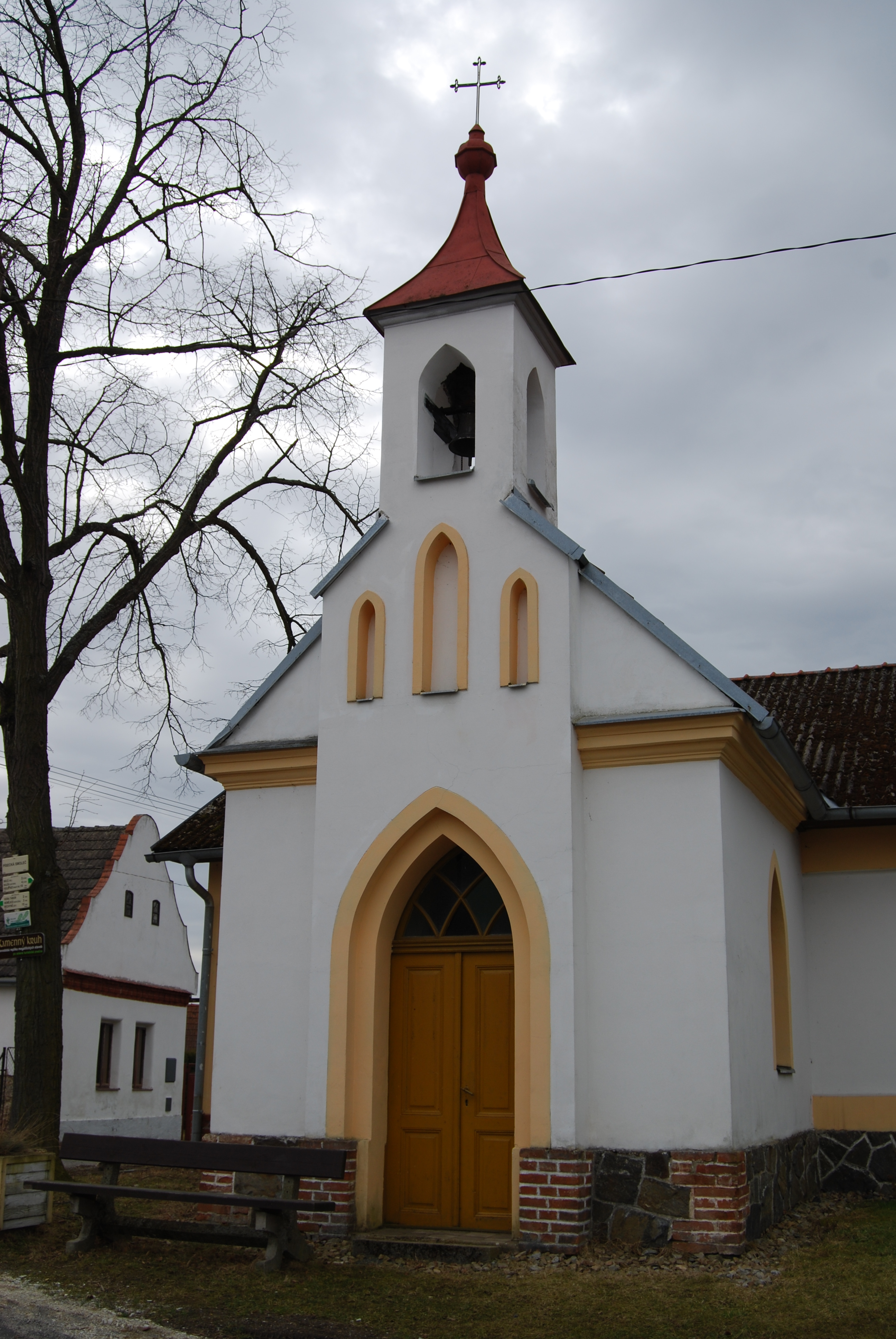
Návesní kaple
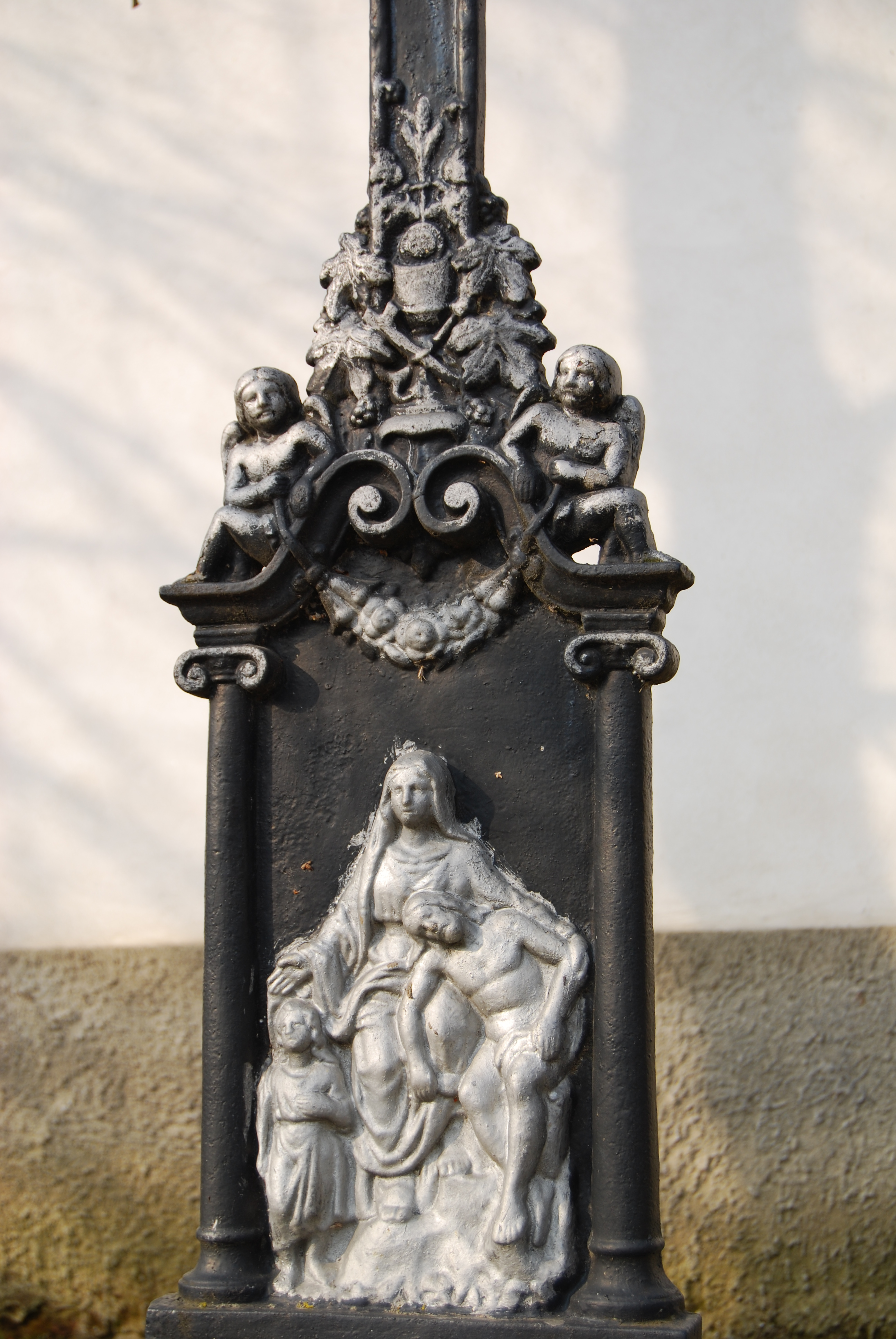
Detail kříže ve vesnici
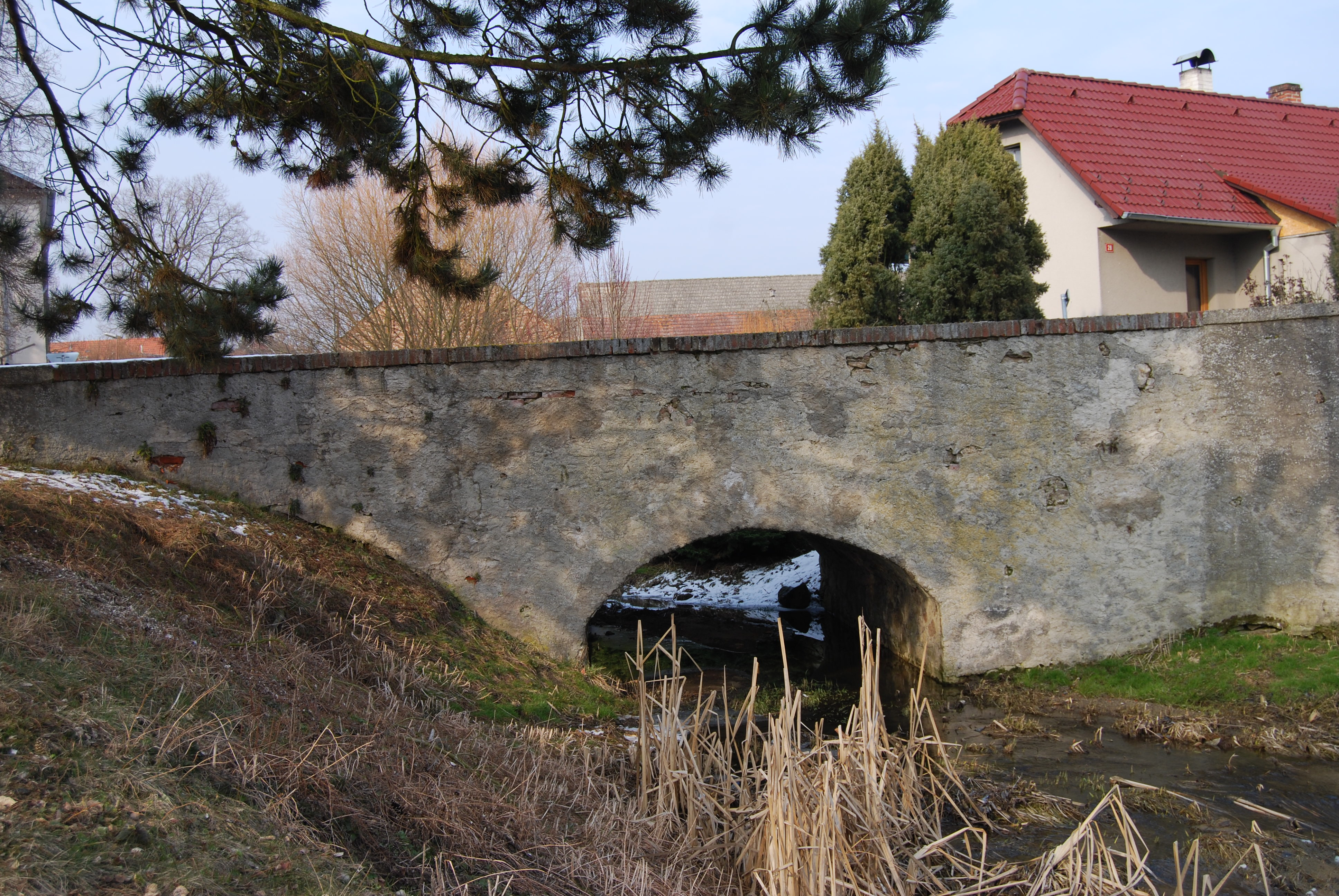
Silniční most
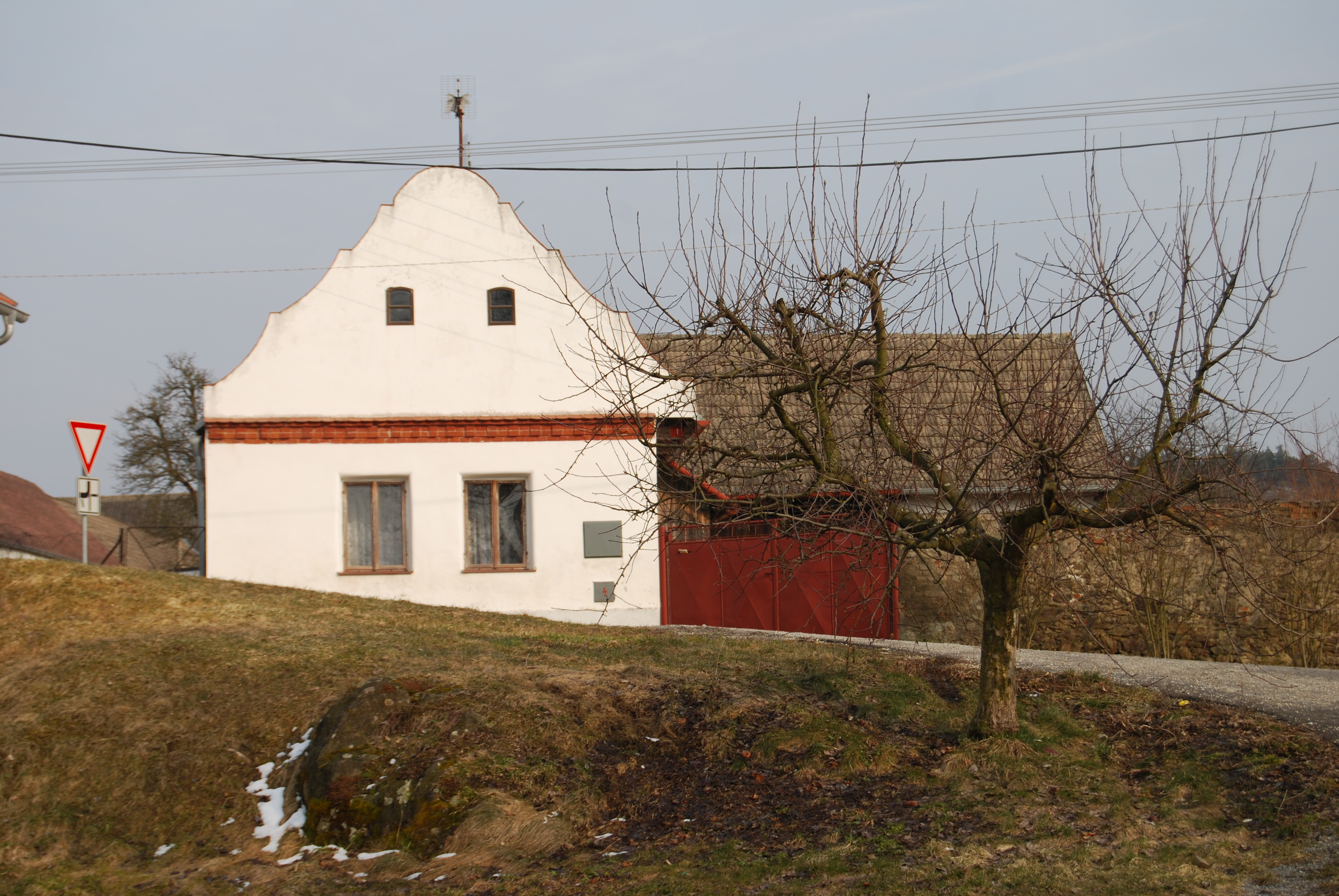
Usedlost ve vsi
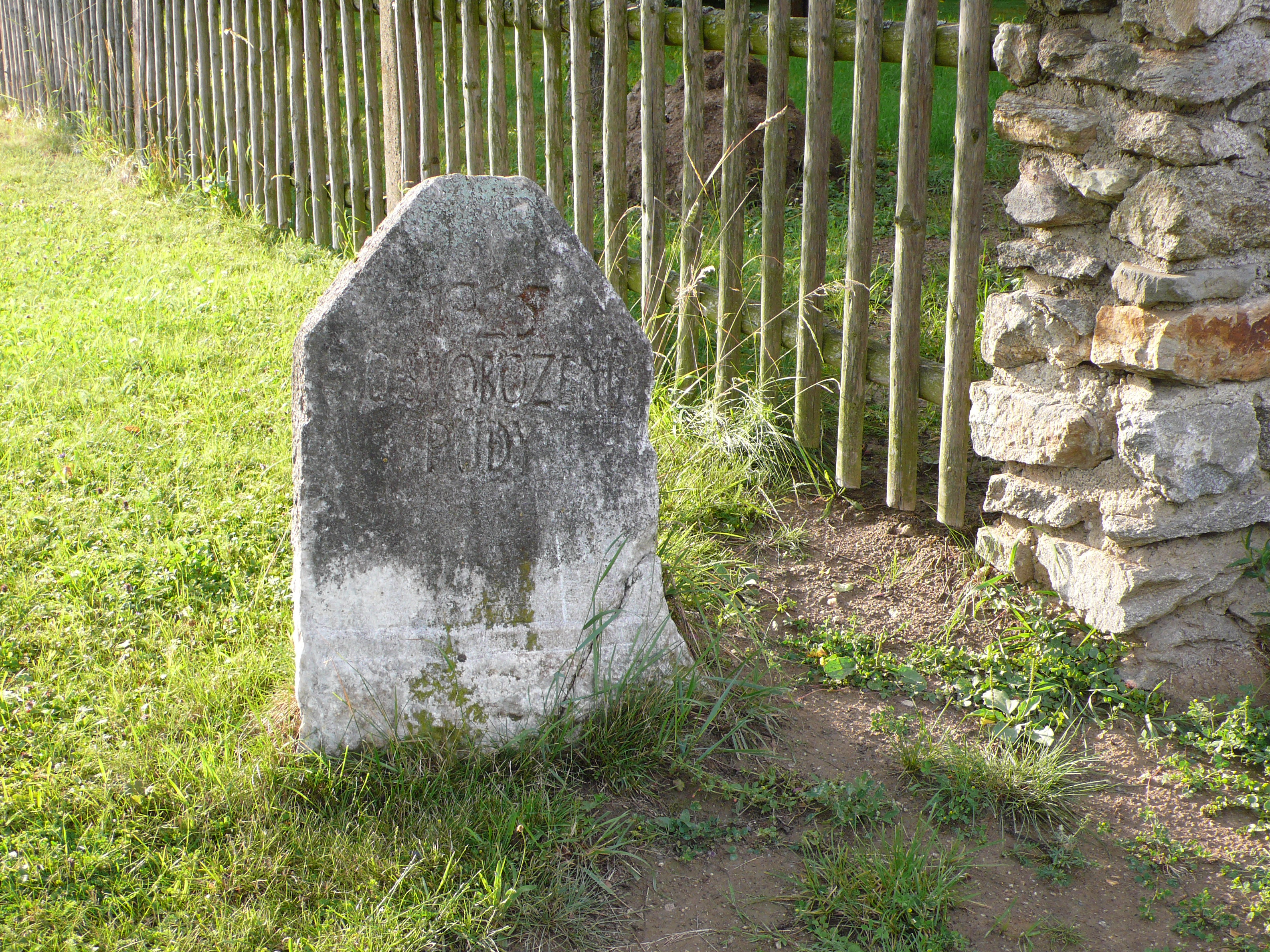
Pomník pozemkové reformy